# Semana Santa en Aguilar de la Frontera
Aguilar de la Frontera es un municipio español situado al suroeste de la provincia de Córdoba, en la comunidad autónoma de Andalucía. Esta población tiene una gran tradición cofrade, contando con un total de 18 hermandades de penitencia que sacan un total de 27 pasos que realizan estación de penitencia entre el Domingo de Ramos y el Domingo de Resurrección. Teniendo en cuenta que estamos hablando de una población de poco más de 13.500 habitantes, el número de cofradías y pasos que se ponen cada año en la calle es ciertamente impresionante.  La Semana Santa de Aguilar de la Frontera está declarada de interés turístico nacional.

## Música
En la Semana Santa de Aguilar de la Frontera participan 4 bandas de música, 2 agrupaciones musicales, una banda de cornetas y tambores y una banda sinfónica:
- Agrupación Musical Santa Cecilia de Aguilar.
- Agrupación Musical Centuria Romana de Nuestro Padre Jesús Nazareno.
- Banda de Cornetas y Tambores Maestro Valero.
- Banda de Música Municipal Sebastián Valero.

## Viernes de Dolores
Si bien ninguna hermandad hace estación de penitencia en esta jornada, la Semana Santa aguilarense comienza de manera oficial cuando Nuestro Padre Jesús Nazareno sale en andas a la puerta de la Parroquia del Soterraño sobre las 21:00h, acompañado por su centuria romana, a bendecir a su pueblo, que se reúne ante él a lo largo de la Cuesta de Jesús. Tras esto, regresa a su sede canónica a la espera de que llegue el Viernes Santo, día en el que realiza su estación de penitencia.

## Domingo de Ramos

#### Mañana
Hermandad de Nuestro Padre Jesús en su Entrada Triunfal a Jerusalén y María Madre de Dios de la Palma. (2 pasos) 
Fue fundada en la década de los 50, pero acabó desapareciendo durante algunos años. Se refundó en los años 80, y la titular mariana se adquirió en 2003. Conocida como "La Borriquita", es la primera hermandad que realiza estación de penitencia en la Semana Santa de Aguilar de la Frontera. Su sede canónica es la Parroquia del Carmen, de la que sale cada Domingo de Ramos a las 12:00h. Esta hermandad cuenta con dos pasos: el de La Borriquita, portado por hombres, y el de la Virgen de la Palma, que procesiona bajo palio y es portado por mujeres.

#### Tarde
Hermandad Sacramental de Nuestro Padre Jesús Orando en el Huerto y María Santísima del Rosario (2 pasos) 
Fundada en 1994, es de las hermandades más jóvenes de la localidad. Su sede canónica es la Parroquia del Soterraño. Su estación de penitencia comienza a las 19:00h. Procesionan dos pasos, el misterio de El Huerto, portado a costal por hombres, y el paso de palio de la Virgen del Rosario, portado a hombros por mujeres.

## Lunes Santo

#### Madrugada
Santísimo Cristo de Ánimas
Cristo crucificado que procesiona en viacrucis en la madrugada del Lunes Santo. Pertenece a la Hermandad de la Soledad. Su sede canónica es la Iglesia del Hospital, y su salida es a las 6:00h.

#### Tarde
Muy Antigua Hermandad de la Santa Caridad, Ánimas Benditas del Purgatorio, San Francisco de Asís y Cofradía de Penitencia de Nuestro Padre Jesús del Silencio Cautivo y Nuestra Señora de la Concepción Reina de los Ángeles (1 Paso) 
Hermandad refundada en el año 1998 cuyos orígenes se remontan a épocas remotas. Si bien en un principio se trataba de una hermandad de silencio, desde el año 2022 procesiona con banda en un paso llevado a costal. Es una de las hermandades de barrio de la localidad, su sede canónica es la Iglesia del Beato Nicolás Alberca y su estación de penitencia comienza a las 20:30h.

## Martes Santo

#### Madrugada
Santísimo Cristo del Perdón 
Cristo crucificado que pertenece a la hermandad de los Dolores. Procesiona en viacrucis la madrugada del Martes Santo, a las 6:00h, desde la Parroquia del Soterraño.

#### Tarde
Ilustre Hermandad de Nuestra Señora de la Rosa y Cofradía de Nazarenos de Nuestro Padre Jesús Ecce-Homo (Jesús Preso) y Nuestra Señora Reina y Madre de los Desamparados (2 pasos) 
Hermandad fundada en 1992 para dar culto a tres antiguas imágenes que residían en la recién reformada Ermita de la Veracruz, la que hasta día de hoy, es su sede canónica. Procesionan dos pasos, el de Jesús Preso (que desde 2022 procesiona en un paso a costal con un misterio que representa el momento en el que Jesús es sentenciado), y el palio de la Virgen de los Desamparados (portado a hombros por mujeres). Su estación de penitencia comienza a las 20:30h.

## Miércoles Santo

#### Tarde
Hermandad de Penitencia y Centenaria Cofradía de Nuestro Padre Jesús Caído (1 paso) 
Una de las hermandades más antiguas de Aguilar. Su titular, "el Caído", es una de las mayores devociones del pueblo. Hasta los años 80, era la hermandad que inauguraba la Semana Santa de Aguilar. Es conocido, sobre todo por los más mayores, como "el Cuellosucio", debido a que los campesinos y trabajadores iban a verlo, tras acabar su jornada, directamente y sin asearse, "con el cuello sucio". Procesiona a portado a hombros y cuenta con la particularidad de subir a la plaza ochavada de San José durante su estación de penitencia, siendo uno de los momentos más icónicos de la Semana Santa aguilarense. Su sede canónica es la Parroquia del Carmen, y su estación de penitencia comienza a las 21:00h.
 Cofradía de María Santísima de la Paz (1 paso) 
Fundada en 1993 con el objetivo de que acompañase a Jesús Caído. La titular actual de la hermandad fue adquirida en el año 2001. Es llevada a costal bajo un hermoso palio blanco. Al igual que Jesús Caído, sube a la plaza ochavada de San José cada Miércoles Santo. Su sede canónica es, de igual manera, la Parroquia del Carmen, y su estación de penitencia comienza a las 21:30h.

## Jueves Santo

#### Tarde
Primitiva, Ilustre, Humilde y Muy Antigua Hermandad de Penitencia de la Santa Veracruz y Cofradía de nazarenos del Santísimo Cristo de la Columna y Azotes, Nuestro Padre Jesús del Calvario y Nuestra Señora de los Remedios Coronada (2 pasos) 
Fundada en el siglo XVI, se trata de la hermandad más antigua de la localidad. Cuenta con cuatro titulares: el Santísimo Cristo de la Columna, el Cristo de la Veracruz, Jesús del Calvario y la Virgen de los Remedios. De estos cuatro, sólo procesionan los tres últimos: el Cristo de la Veracruz (titular original de la hermandad), a modo de insignia en el cortejo de nazarenos, y Jesús del Calvario y la Virgen de los Remedios, llevados a costal. Cabe destacar que se trata de la primera hermandad que introdujo el costal sevillano en la localidad allá por los años 90. Su sede es la Ermita de la Veracruz, y su estación de penitencia comienza a las 19.30h.
 Hermandad de Nuestra Señora de la Esperanza y del Santísimo Cristo del Amor (2 pasos)
Nace en 1986 y da inicio al auge de la Semana Santa que hubo en Aguilar en los años 90. En un principio, la virgen acompañaba al Señor de la Humildad, aunque más adelante adquirió a su propio titular cristífero: un crucificado aún vivo que mira al cielo. Es una hermandad de barrio, su sede canónica es la Iglesia de la Candelaria y su estación de penitencia comienza a las 20:00h.
Hermandad de Nuestro Padre Jesús de la Humildad (1 paso)
Hermandad fundada en el siglo XIX. En un principio procesionaba el Viernes Santo con Jesús Nazareno, pero acabó asentándose en el Jueves Santo. El paso se trata de un misterio portado a hombros en el que se representa el momento de reflexión de Jesús justo antes de su crucifixión.  Su sede canónica es la Parroquia del Soterraño y su estación de penitencia comienza a las 21:00h.

## Viernes Santo

#### Madrugá
Hermandad Del Santísimo Cristo de la Expiración (1 paso) 
Fundada en el siglo XVIII, es una de las hermandades con más devoción de la Semana Santa aguilarense. Su estación de penitencia es la más sobrecogedora de todas, pues todas las farolas del pueblo se apagan a su paso, llevado en un completo silencio que sólo es roto por las cadenas de los penitentes y un tambor ronco. Su sede canónica es la Parroquia del Carmen y su estación de penitencia comienza a las 2.00h.
 Hermandad de María Santísima de las Angustias (1 paso) 
Fundada en 1992 para acompañar al Cristo de la Expiración. Representa a Jesús, ya muerto y descendido de la cruz, en los brazos de su madre. Procesiona acompañada por música de capilla. Su sede canónica es la Parroquia del Carmen, y su estación de penitencia comienza a las 2.30h.

#### Mañana
Real Cofradía de Nuestro Padre Jesús Nazareno (1 paso)
Es la hermandad con más hermanos y devoción de la Semana Santa aguilarense. Se fundó en el siglo XVI. Cuenta con la particularidad de subir a la Plaza de San José, donde detiene su estación de penitencia durante unas horas para que todo el que quiera pueda acercarse a él. También bendice a su pueblo, tanto en este lugar, como a la entrada. Cuenta también con su propia banda, la AM Centuria Romana de Jesús Nazareno. Su estación de penitencia comienza a las 6.00h con el Prendimiento, un teatro en el que se representa el momento en el que los centuriones van en busca de Jesús para llevarlo a la muerte, pero no sale de la Parroquia del Soterraño hasta las 7.00h.
 Cofradía de María Santísima de la Amargura y Nuestra Señora de la Antigua (1 paso) 
Esta hermandad cuenta con dos titulares marianas, aunque solo la Virgen de la Amargura procesiona el Viernes Santo. Hasta principios del siglo XX, momento en el que se fundó la cofradía, dicha imagen pertenecía a la hermandad de Jesús Nazareno, aunque era conocida bajo la advocación de los Dolores. Su sede canónica es la Parroquia del Soterraño, y su estación de penitencia comienza a las 8:00h.

#### Tarde
Cofradía del Santísimo Cristo de la Salud y Misericordia y Nuestra Señora de la Piedad (2 pasos) 
Fundada en el S. XVIII, es otra de las hermandades con más devoción del pueblo. A pesar de tratarse de una hermandad de barrio, cuenta con hermanos dispersos por toda la localidad. Sus titulares son el Cristo de la Salud, un pequeño crucificado de unos 40cm, conocido anteriormente como Cristo de la Luz, que adquirió su advocación actual tras, según cuenta la leyenda, salvar al pueblo de una epidemia de manera milagrosa. La Virgen de la Piedad, cotitular de la hermandad, procesiona desde 1993. La sede canónica de ambos es la Parroquia del Santísimo Cristo de la Salud. Su estación de penitencia es la más larga de entre todas las hermandades, comenzando a las 18:30h y terminando sobre las 4:00h de la madrugada.
 Hermandad de Nuestro Señor Jesucristo en su Santo Sepulcro (1 paso) 
Su sede canónica es la Parroquia del Soterraño, y su estación de penitencia comienza a las 21:00h. El cristo está completamente articulado, y antes de salir en procesión, se coloca en una cruz y se representa el descendimiento de la misma ante los fieles y devotos. Va acompañado por un coro que le canta el miserere. Cabe destacar una particularidad de esta hermandad, y es que los nazarenos, vestidos con túnicas con capuchas que arrastran largas colas, van por detrás del cristo y no por delante, representando así lo que suele ser un entierro.

 Hermandad de María Santísima de la Soledad (1 paso) 
Es la segunda hermandad más antigua de Aguilar, fundada en el S. XVI. La titular original se encuentra en la misma capilla que la titular actual, por detrás de la misma. Su sede canónica es la Parroquia del Soterraño, y su estación de penitencia comienza a las 21:30h. Representa a María con semblante serio sosteniendo la corona de espinas de su hijo ante la cruz, ya vacía.

## Sábado De Gloria

#### Tarde
Centenaria y Piadosa Congregación de Nuestra Señora de los Dolores (1 paso) 
Conocida popularmente como "La Guapetona", es de las imágenes más queridas de Aguilar. Se funda a principios del S. XX para procesionar la antigua imagen de la Virgen de los Dolores de la hermandad del Nazareno (que, actualmente, es la Virgen de la Amargura que procesiona en la mañana del Viernes Santo), pero tras tener varios problemas con los antiguos portadores de la imagen, la cofradía decide trasladarse al Sábado Santo y adquirir una nueva titular. Su paso, de estilo sevillano, se adaptó durante años para ser portado a hombros, pero desde 2023 procesiona a costal. Cabe destacar que, antes de su entrada, bendice a su pueblo moviendo su brazo articulado. Su sede canónica es la Parroquia del Soterraño y su estación de penitencia comienza a las 20:30h.

## Domingo de Resurrección
Hermandad de Nuestro Padre Jesús Resucitado (1 paso) 
Cabe destacar de esta cofradía, que en el cortejo procesional, acuden representantes de cada una de las hermandades de la Semana Santa aguilarense. Su sede canónica es la Parroquia del Carmen, y su salida es a las 11.30h. Su misterio representa a Jesús Resucitado ante dos soldados romanos derrotados en el suelo y ante un ángel que lo observa con alegría.
 Hermandad de María Santísima de la Amargura y Nuestra Señora de la Antigua (1 paso) 
Es el Domingo de Resurrección cuando procesiona la otra titular de la hermandad de la Amargura, la Virgen de la Antigua, conocida popularmente como "La Bailaora". Su sede canónica es la Iglesia del Hospital, pero debido a lo estrecha que es la puerta de la misma, procesiona desde la Parroquia del Soterraño, de donde sale a las 12:00h. Su encuentro con Jesús Resucitado en el Llano de las Coronadas es de los momentos más icónicos de la Semana Santa de Aguilar.

## Momentos de interés
La Semana Santa en Aguilar es muy rica visualmente hablando, contando con innumerables momentos muy memorables. Desde la subida a la Plaza de San José de las cofradías del Miércoles Santo, a la salida del Santísimo Cristo de la Expiración, pasando por la "petalá" que se hace en el Llano Alto a la Virgen de los Remedios. Es también muy interesante la Entrada de la Hermandad del Huerto, con todas las luces apagadas, cuando ambos pasos son bailados por los costaleros del Cristo y las costaleras de la Virgen. El encuentro en el Llano Alto de la Virgen de la Antigua y el Resucitado y los posteriores bailes de alegría de la Virgen (por lo cual se la conoce como "la Bailaora") al ver a su hijo resucitado, es también muy recomendable de ver. La bendición de Jesús Nazareno el Viernes Santo en la Plaza de San José es también un momento muy recomendable, y el Sábado Santo, el encierre de la Guapetona y su bendición al pueblo en la Cuesta de la Parroquia, de nuevo son momentos muy recomendados. Sin embargo, todos los días, sin excepción, existen momentos inolvidables en la Semana Santa aguilarense, aunque serían totalmente innumerables.